# Hittan ibn Kàmil
Muhàmmad ibn Kàmil ibn Alí, més conegut com a Hittan, fou un príncep munqídhida nascut a Xaizar. Va servir a Saladí a Egipte i el 1274 fou enviat al Iemen amb al-Muàddham Turan-Xah. Quan el seu germà al-Mubàrak ibn Kàmil va tornar a Egipte el 1276, li va deixar el govern de Zabid on va actuar amb extrema duresa i va entrar en diverses conspiracions amb altres governadors aiubites al Iemen. El 1181 va arribar al Iemen l'emir Tughtaguín (1181-1197), que el 1883/1884 el va fer deposar i va ordenar la seva execució a Taizz.